# Crataegus pulcherrima
Crataegus pulcherrima es una especie de planta del género Crataegus, perteneciente a la familia Rosaceae.

## Taxonomía
Crataegus pulcherrima fue descrita por William Willard Ashe en 1900.

## Distribución
Se encuentra en el territorio sudeste de Estados Unidos hasta Texas.